# Eva LaRue
Eva LaRue, född 27 december 1966 i Long Beach, Kalifornien, är en amerikansk skådespelerska.
Eva LaRue har spelat Dr. Maria Santos Grey i såpan All My Children. Hon är nu aktuell i CSI: Miami som DNA-experten Natalia Boa Vista.